# Revolución húngara de 1848

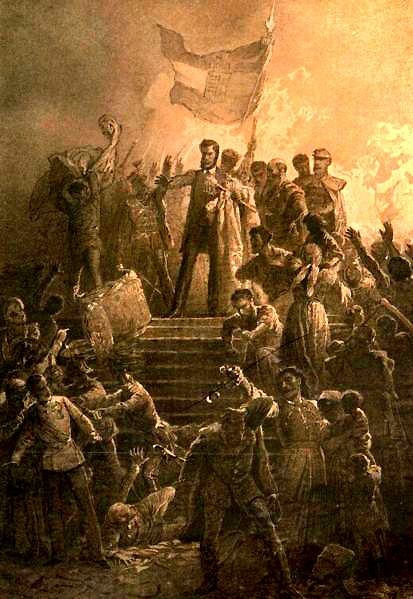
Sándor Petőfi recitando el Nemzeti dal a una multitud el 15 de marzo de 1848 (por Mihály Zichy).

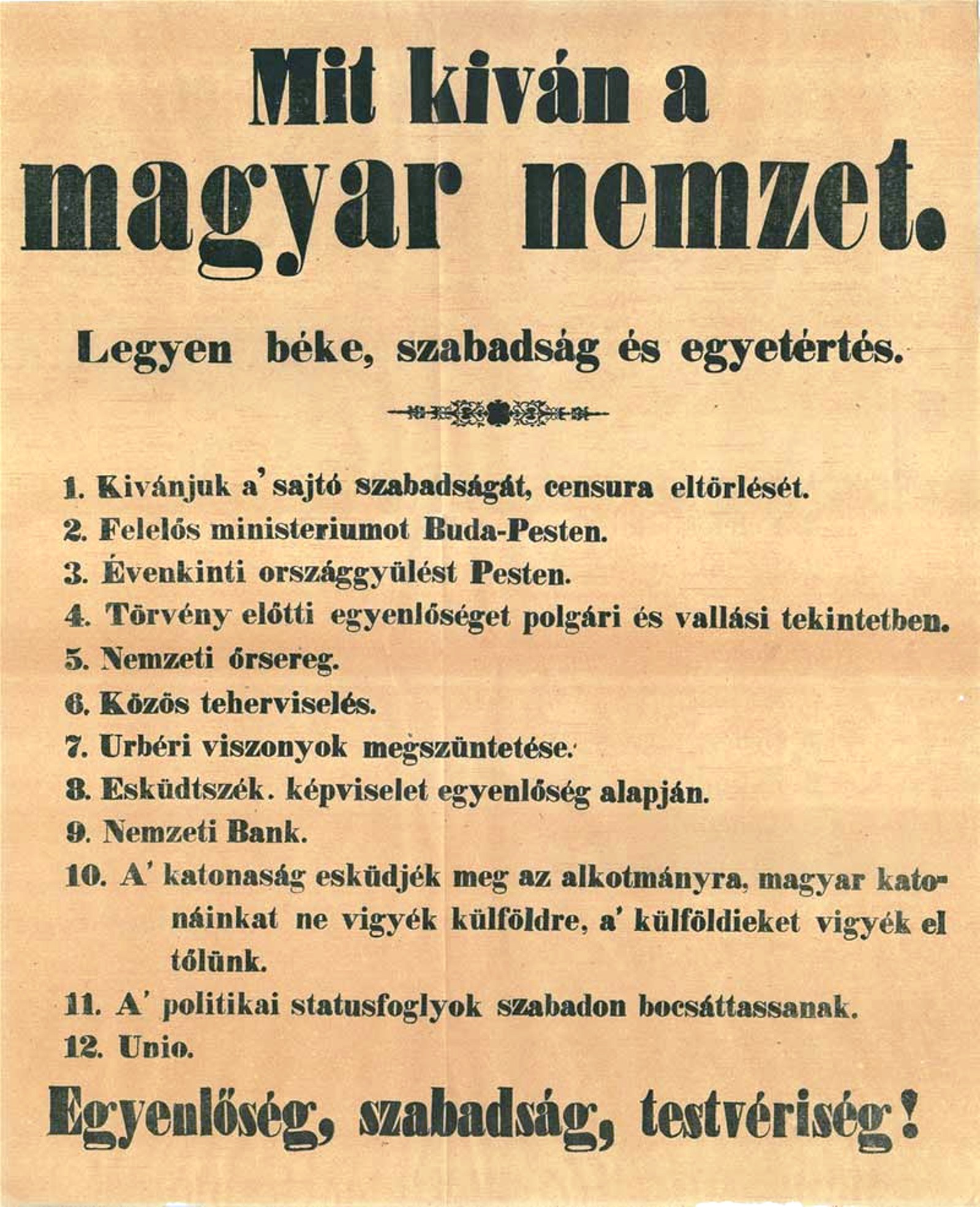
Copia impresa de «los 12 puntos», con las aspiraciones revolucionarias

La Revolución Húngara de 1849 o de forma completa, Revolución Cívica y Guerra de Independencia húngaras de 1848-1849 (en húngaro: 1848–49-es polgári forradalom és szabadságharc) fue una de las muchas revoluciones europeas de 1848 que estuvo estrechamente ligada a otras revoluciones de ese año ocurridas en áreas gobernadas por los  Habsburgo y Borbones. A diferencia de las otras, la revolución en Hungría llegó a convertirse en una guerra por la independencia del país del Imperio austríaco y aunque fracasó, fue uno de los eventos más importantes de la historia moderna de Hungría y constituye una piedra angular de la identidad nacional húngara moderna. Muchos de sus líderes, como Luis Kossuth, Sándor Petőfi y Mór Jókai, son de las mayores figuras nacionales en la Historia húngara, y el aniversario del día en que comenzó la revolución, el 15 de marzo, es uno de los tres días festivos nacionales.

## Historia
El 12 de enero de 1848 estalló la revolución en Palermo, posteriormente en París (23 de febrero) y el 13 de marzo en Viena. Hungría se sumó rápidamente a la protesta y el 15 de marzo, un grupo de jóvenes radicales húngaros se reunió para iniciar dicho movimiento en Budapest. Un joven poeta húngaro, Sándor Petőfi, los convocó y condujo, leyendo versos nacionalistas que pronto motivaron a la ciudad completa a unirse a la rebelión. De esta forma publicaron los 12 puntos, que contenían peticiones de libertad de expresión, una guardia nacional, cierta independencia de los Habsburgo, la creación de un banco nacional, la reunión de una asamblea nacional anual en la ciudad de Pest, entre otros. Junto con la petición formulada, el verso de la "Tonada Nacional" (Nemzeti dal) de Petőfi y el "llamamiento" de Mihály Vörösmarty continuaban enardeciendo a los húngaros para enfrentarse a los austríacos. Mientras, Lajos Kossuth, un noble nacionalista húngaro, exponía —al frente de una delegación húngara— a la corte en Viena las reclamaciones y discutía con varios líderes rebeldes locales para asegurar la consolidación del movimiento en territorio húngaro. Fernando V, rey húngaro (r. 1830-1848) y emperador austríaco, no quería dar su aprobación a la asamblea húngara que se reunía en Bratislava, pero el 16 de marzo se vio forzado a aceptarla ante la revolución.
El monarca decidió favorecer dicho movimiento y pronto su primo y Nádor de Hungría, el archiduque Esteban de Habsburgo (r. 1848-1849), nombró primer ministro húngaro al conde Luis Batthyány. El 7 de abril, el rey firmó la liberación de los siervos y los artículos sobre la independencia del gobierno húngaro y el reconocimiento del cargo de primer ministro. El gobierno de Batthyány tomó posesión el 10 de abril, mientras la revolución continuaba a nivel nacional e internacional. Su gobierno contaba con personajes como Bertalan Szemere, ministro de asuntos Interiores, Lázár Mészáros, ministro de Defensa, Lajos Kossuth, ministro de Finanzas, Francisco Deák, ministro de Justicia, Esteban Széchenyi, ministro de Trabajo y transporte, Gábor Klauzál, ministro de Agricultura e industrias, József Eötvös, ministro de Educación, Pál Eszterházy, ministro ante la persona de Su majestad. El gobierno de Batthyány aprobó las llamadas leyes de abril —un conjunto de 31 leyes que habían sido aprobadas ese 15 de marzo por el Parlamento húngaro en Pressburg (Bratislava) al comienzo de la Revolución— y el 11 de abril el rey Fernando las firmó en el Palacio Primacial en Presburgo. 
Cuatro días después, la asamblea nacional se trasladó de Bratislava a Budapest. El 17 de abril Fernando V, ante los acontecimientos revolucionarios, se vio obligado a huir a Innsbruck, puesto que ya no consideraba segura la capital Viena. El 25 de abril se promulgó la Constitución de Pillersdorf, que transformaba el Imperio austríaco en una monarquía constitucional, aunque Hungría estaba excluida, ya que tenía su propia dieta y desde el 11 de abril también su propia constitución.
El 30 de mayo, la asamblea de Kolozsvár proclamó la total unión de Transilvania con Hungría, no considerándola más una región anexada como había sido desde la expulsión de los turcos en 1686. En julio, el gobierno húngaro aseguró la representación de los plebeyos en la asamblea nacional, así como la emisión del primer papel moneda húngaro con un valor de 2 florines húngaros, el día 5 de ese mes. Después de Francia (1791) y de Bélgica (1831), Hungría se convirtió en el tercer país de la  Europa continental en celebrar elecciones democráticas (junio de 1848) y, a partir de entonces, estableció un tipo de parlamento representativo que reemplazó al sistema parlamentario basado en los estados feudales.
Pero, entretanto, el ejército imperial de Fernando V comenzó a recuperar territorio y en agosto de 1848 recobró la ciudad de Milán, y la corte imperial austríaca pudo regresar a Viena. Esto generó una terrible presión sobre los húngaros, y el 2 de octubre, el gobierno pacifista de Batthyány renunció tras haber buscado un acuerdo con la corte. Eso condujo a la repentina emergencia de seguidores de Kossuth en el parlamento, que exigieron la plena independencia de Hungría. La intervención militar austríaca en el Reino de Hungría provocó un fuerte sentimiento anti-Habsburgo entre los húngaros, por lo que los eventos en Hungría se convirtieron en una guerra por la independencia total respecto a la dinastía Habsburgo. Pero alrededor del 40% de los soldados rasos del Ejército Revolucionario Húngaro estaban integrados por minorías étnicas del país, que no se sentían representados por los magiares.
Pronto las fuerzas imperiales tomaron el control en los territorios húngaros y el propio Fernando V negó su contribución en el nombramiento del gobierno depuesto. Se sucedieron varios enfrentamientos en los que los húngaros consiguieron victorias sobre las tropas imperiales. Pero lo que reavivó la situación fue el alzamiento en la ciudad de Viena el 6 de octubre, cuando las tropas del Imperio que debían dirigirse a Viena contra los rebeldes húngaros, fueron obstruidas por obreros, estudiantes y soldados amotinados que simpatizaban con los rebeldes. Eso obligó nuevamente al monarca a escapar a Olomouc. Dicho alzamiento fue derrotado el 31 de ese mes —un día después de que un ejército húngaro de 25 000 hombres, que se había decidido tras muchas vacilaciones a acudir en socorro de los sublevados en Viena, sufriese una aplastante derrota el 30 de octubre en la batalla de Schwechat— y las tropas imperiales se adueñaron del centro urbano vienés. 
Después de una serie de graves derrotas austríacas, el Imperio estaba al borde del colapso. El caos fue debilitando el poder del monarca y el 2 de diciembre, ante su incapacidad para contener las revoluciones y los alzamientos, renunció a su cargo en favor de su hermano menor, el archiduque Francisco Carlos de Austria. Pero este renunció también al cargo ante su incapacidad mental y fue su hijo y único heredero, Francisco José I, quien ascendió al trono austríaco ese 2 de diciembre. 
El punto de inflexión crucial de los acontecimientos fue la revocación arbitraria del joven monarca, sin ninguna competencia legal, de aprobación de las Leyes de abril que el rey Fernando I  había ratificado. El 1 de enero de 1849 el ejército imperial ocupó la capital húngara y los dirigentes militares de la resistencia abandonaron la ciudad, viéndose forzados a enfrentarse el 1 de febrero a cerca de 7000 soldados rusos en Transilvania (Francisco José I también había pedido asistencia al zar Nicolás I de Rusia para dominar las revoluciones). El 1 de abril se inició la contraofensiva del ejército húngaro y 13 días después, ante tal crisis, Luis Kossuth fue nombrado presidente regente de Hungría. El 24 de abril fue liberada la capital húngara y el 1 de mayo se formó el gobierno de Berlatan Szemere, y Francisco José hizo una petición formal al zar Nicolás I en nombre de la Santa Alianza. El zar Nicolás I respondió y envió un ejército de 200 000 efectivos con 80 000 fuerzas auxiliares. Finalmente, el ejército conjunto de fuerzas rusas y austríacas derrotó a las fuerzas húngaras. Después de la restauración del poder de los Habsburgo, Hungría fue puesta bajo la ley marcial. El 21 de mayo se recuperó Buda, el otro lado de la ciudad de Budapest, en la orilla occidental del Danubio. Sin embargo, el día 30 fue nombrado comandante del ejército austríaco el general Julius Jacob von Haynau, y el 8 de julio las fuerzas imperiales ocuparon la ciudad de Buda y Pest, forzando al gobierno de Kossuth, primero a mudarse a Szeged, y luego a renunciar a sus cargos.
El 6 de octubre de 1849 fueron vencidos los últimos soldados húngaros y 13 generales fueron capturados y ejecutados en la región de Arad, en Transilvania. Serán conocidos como los 13 mártires de Arad y profundamente honrados a través de la historia de Hungría (en el folklore popular, tras la ejecución de los generales húngaros, los militares austríacos brindaron con cerveza por la victoria, y desde entonces los húngaros no hacen brindis con cerveza).

Personajes clave en la Revolución de 1848
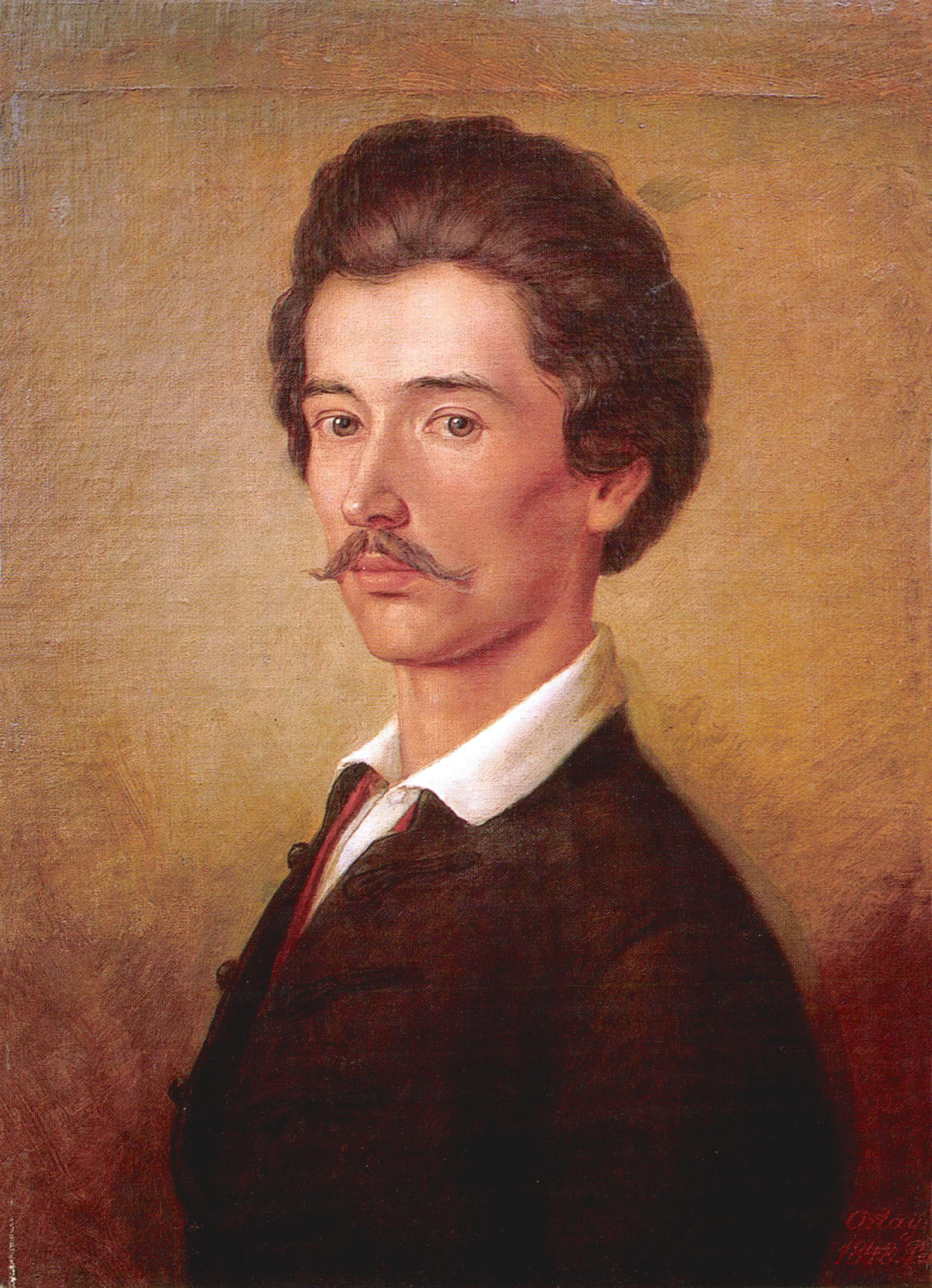
Sándor Petőfi, poeta húngaro que el 15 de marzo, leyendo versos nacionalistas, consiguió que la ciudad de Buda se rebelase.
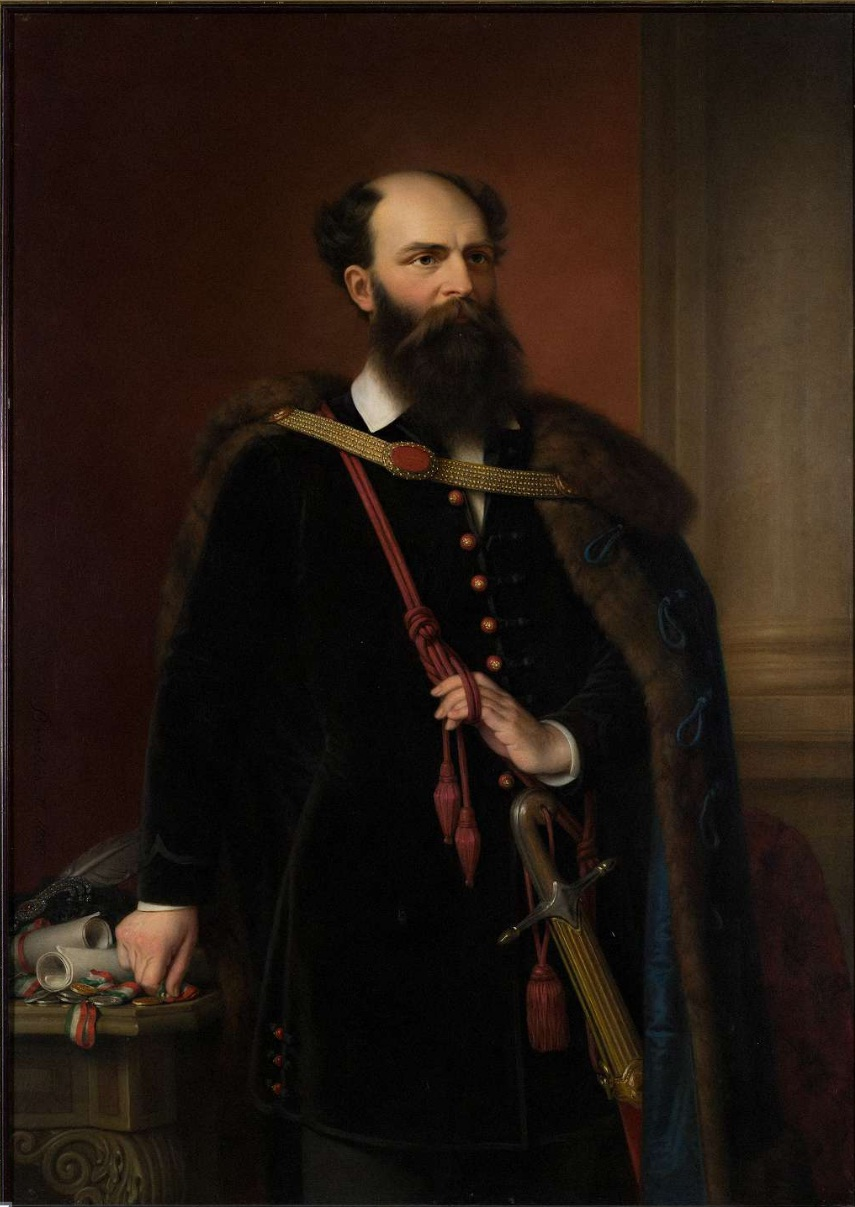
El conde Luis Batthyány, 1.er primer ministro húngaro (r. 17 de marzo - 2 de octubre de 1848)
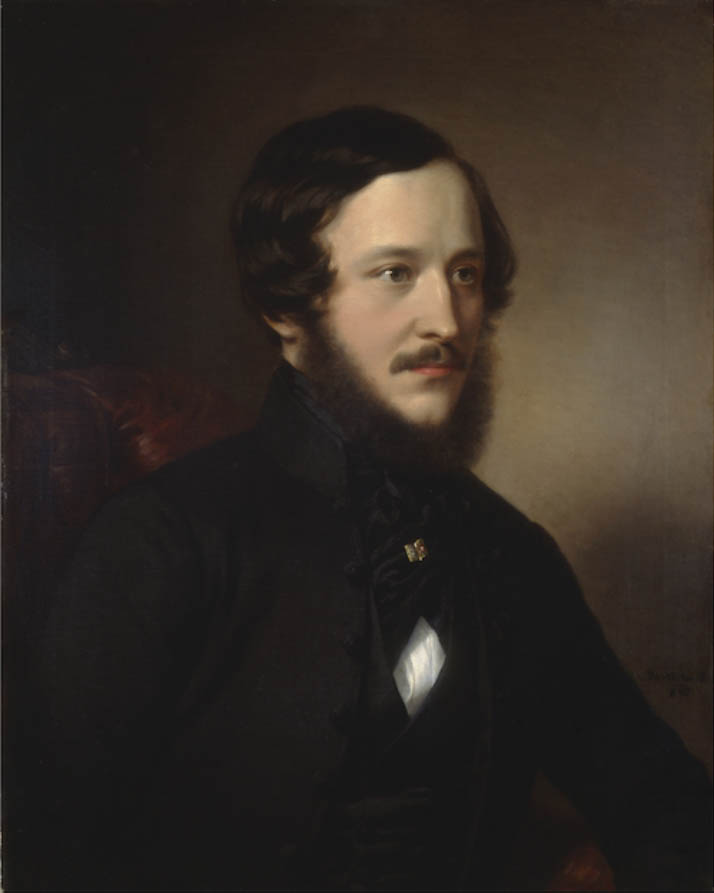
József Eötvös, miembro del gobierno de Batthyány
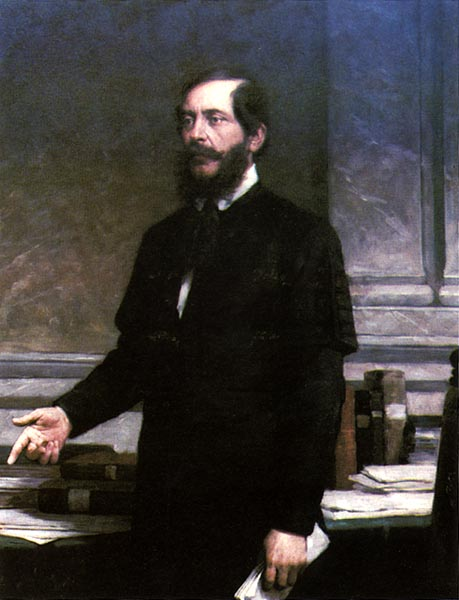
Lajos Kossuth, 2.º primer ministro (2 de octubre de 1848 -1 de mayo de 1849) y presidente-gobernador (r. 14 de abril de 1849- 11 de agosto de 1848)
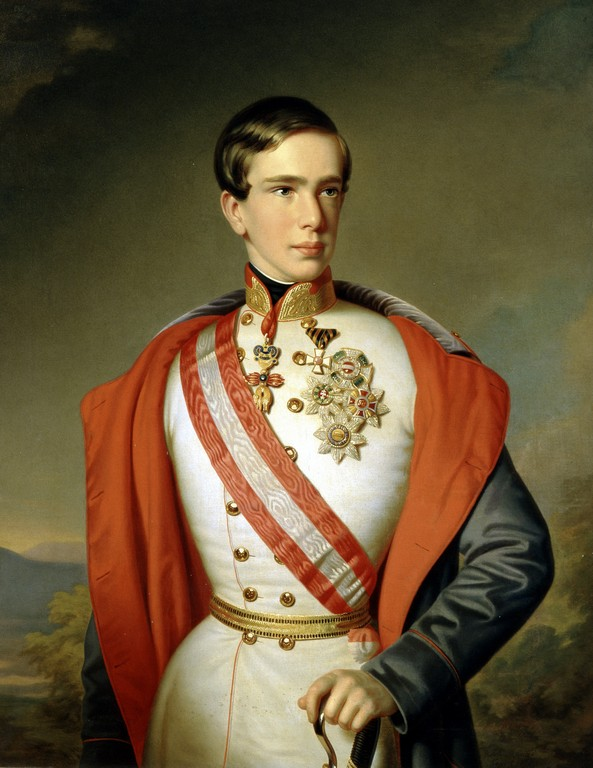
Francisco José I, joven emperador que acabó con la Revolución

## Antecedentes a la revolución
Tras la batalla de Mohács en 1526, la corona húngara pasó a manos del monarca Fernando I de Habsburgo y a partir de ese momento se sucedieron una serie de monarcas de dicha Casa que gobernaron distanciados de los intereses de la nobleza húngara y la población húngara en general. Varias guerras de independencia conducidas por Príncipes húngaros de Transilvania, como Esteban Bocskai y Gabriel Bethlen, intentaron alcanzar la separación de la figura del monarca Habsburgo, pero todas estas resultaron fallidas.
El impulso recibido por el creciente nacionalismo húngaro en el siglo XIX fue calando paulatinamente en la sociedad húngara, hasta que finalmente se dieron las circunstancias para la rebelión contra los Habsburgo influenciada por la guerra de independencia hispanoamericana. El Parlamento de Hungría fue reconvocado en 1825 para ocuparse de las finanzas. Un partido liberal surgió en el Parlamento, y se concentraba en proveer al campesinado simbólicamente, ya que era incapaz de reunir los requisitos mínimos para los trabajadores. Luis Kossuth se rebeló como líder de las clases bajas.

## Desarrollo

### Inicio de la Revolución

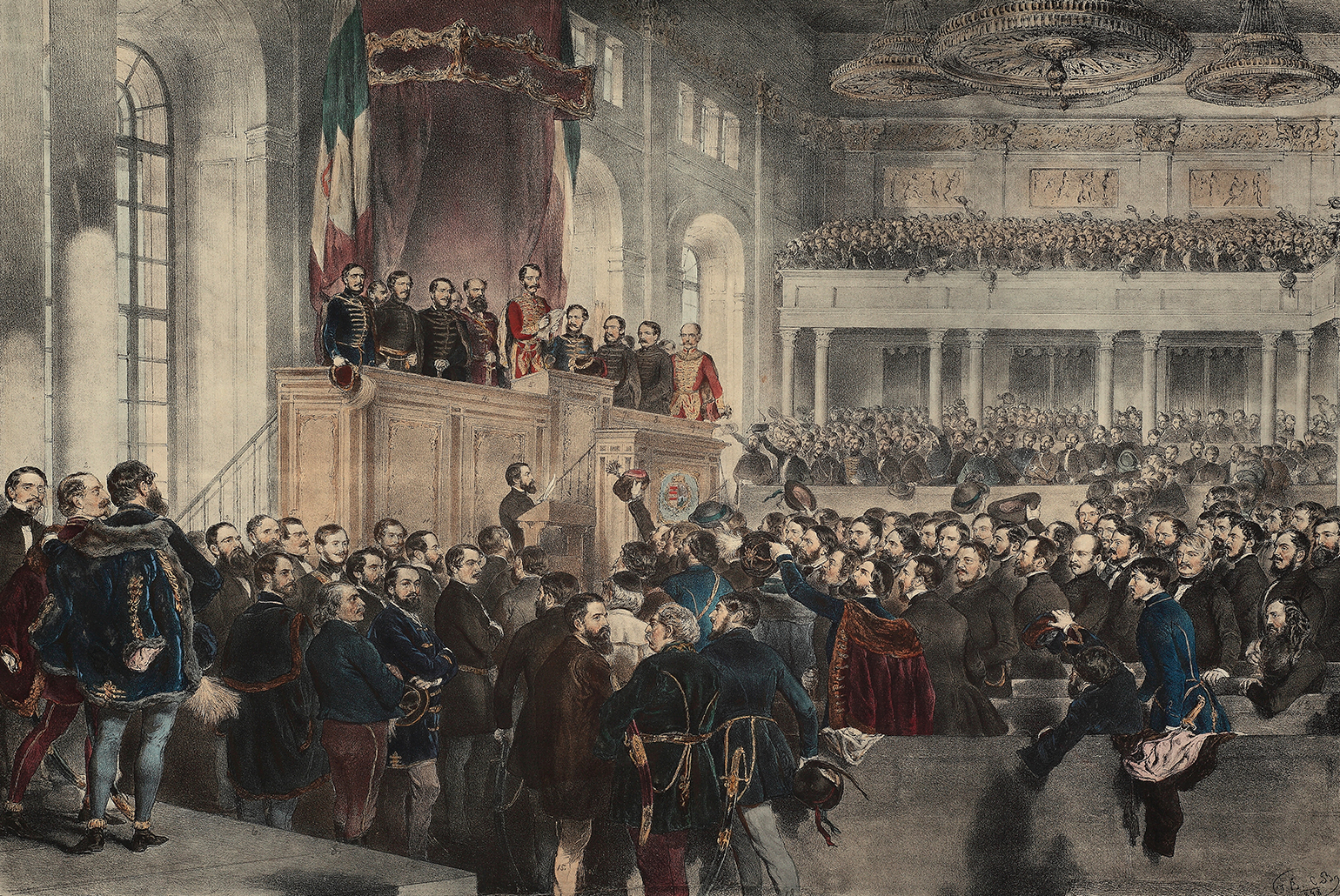
5 de julio de 1848: ceremonia de apertura del primer parlamento basado en la representación popular. Batthyány, Kossuth y otros miembros del primer gobierno responsable están en el balcón.

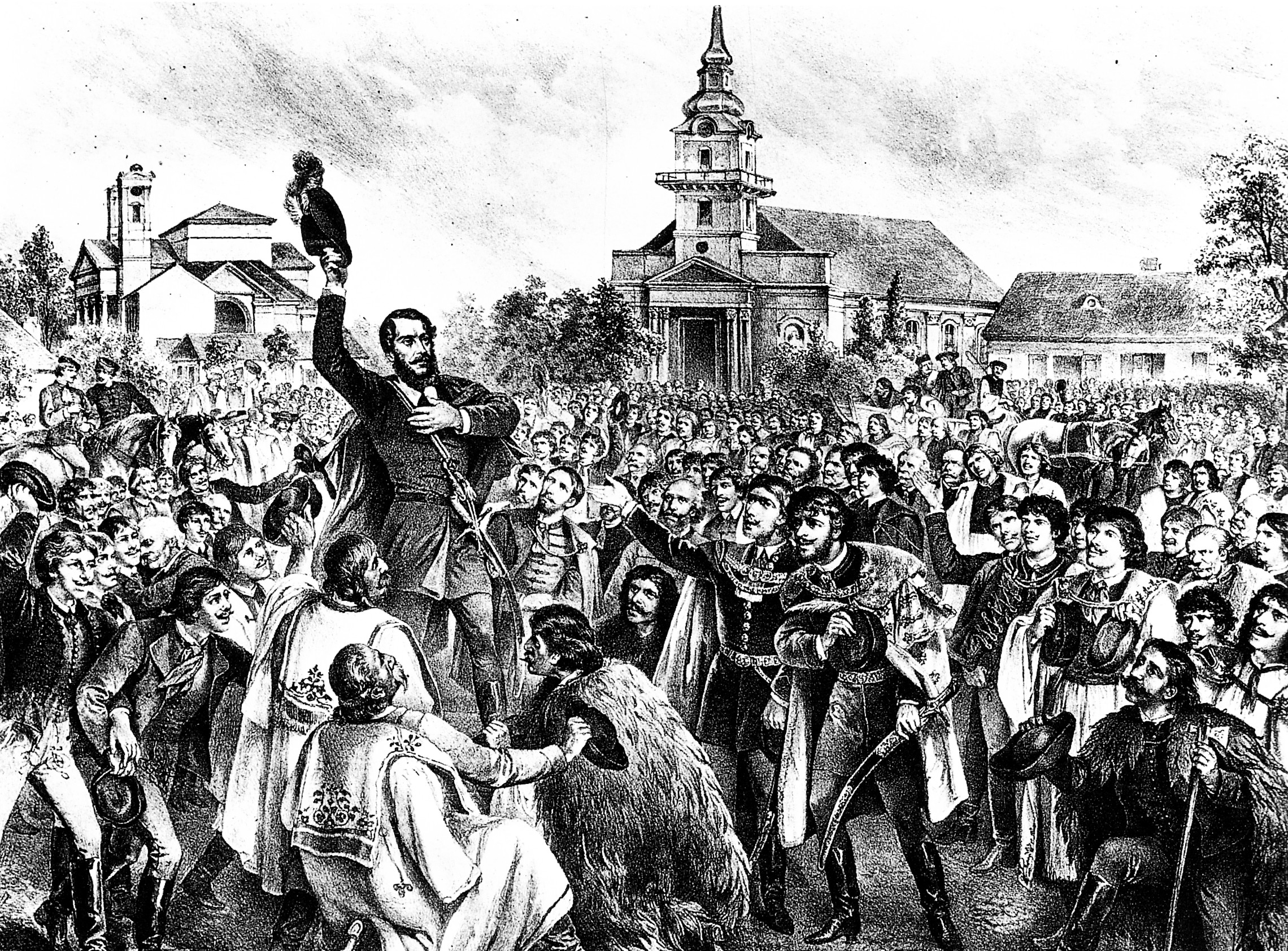
Kossuth inspiró a muchos húngaros a levantarse contra el Imperio austríaco en un discurso que pronunció en la ciudad de Cegléd el 24 de septiembre de 1848

El 15 de marzo de 1848, un grupo de jóvenes intelectuales húngaros, reunidos en el café Pilvax en Pest, redactaron consignas y versos, así como los 12 puntos para exigir más independencia de la corona de los Habsburgo. El poeta Sándor Petőfi lideraba a sus amigos intelectuales Mór Jókai, Pál Vasvári y Gyula Bulyovszky entre otros, quienes en conjunto comenzaron a recitar los que serán conocidos como «Los 12 puntos» y un poema de Petőfi conocido como Nemzeti dal [Tonada Nacional]. Pronto avanzaron por las calles de Pest seguidos por una multitud de ciudadanos, incluidos ingenieros, médicos, y profesores, que continuaban dando a conocer las proclamas que pronto fueron reproducidas en una imprenta.
De esta forma, la Revolución comenzó el 15 de marzo de 1848 con eventos poco violentos en Pest y Buda, seguidos por insurrecciones a lo largo del reino, que permitieron a los reformistas declarar la autonomía de Hungría dentro del Imperio Austriaco, bajo el gobierno de Luis Kossuth y, como primer ministro, Luis Batthyány. El nuevo gobierno aprobó una serie de leyes reformistas denominadas las "Leyes de Abril", que creaban un Reino Nacional Autónomo de Hungría con el Emperador Habsburgo como su rey. También se demandó que el gobierno húngaro tuviera el poder de recibir y gastar todos los impuestos que se colectaran en Hungría y que tuviera autoridad sobre los regimientos húngaros en el ejército Habsburgo.
Consciente de que seguían el camino a una posible guerra civil, en julio de 1848 los ministros del gobierno húngaro pretendieron obtener el apoyo de los Habsburgo contra Josip Jelačić, un conservador de Croacia-Eslavonia, al enviar tropas al norte de Italia. Para finales de agosto, el gobierno imperial en Viena ordenó oficialmente al gobierno húngaro en Pest que terminara con los planes para un ejército húngaro. Jelačić comandó militares contra el gobierno húngaro.
Con guerras que amenazaban desde tres fronteras (contra los croatas, en el Banato húngaro y en Transilvania), los radicales de Pest vieron una oportunidad. Sin embargo, el Parlamento hizo concesiones a los radicales en septiembre para prevenir que los acontecimientos culminaran en confrontaciones violentas. Con complicaciones por una posible revolución en Viena, Austria aceptó la autonomía húngara. No obstante, luego de que la revolución austriaca fuera sofocada y de que Francisco José I sucediera en el trono a su tío Fernando I como emperador, rehusó nuevamente aceptar la independencia de Hungría. La última confrontación entre Viena y Pest ocurrió cuando el conde de Lamberg asumió como general de todos los ejércitos en Hungría (incluyendo el de Jelačić). En respuesta al ataque que sufrió Lamberg al llegar a Hungría pocos días después, la corte imperial ordenó que se disolviera el gobierno y el parlamento húngaro. La guerra por la independencia comenzó.

### Guerra por la independencia

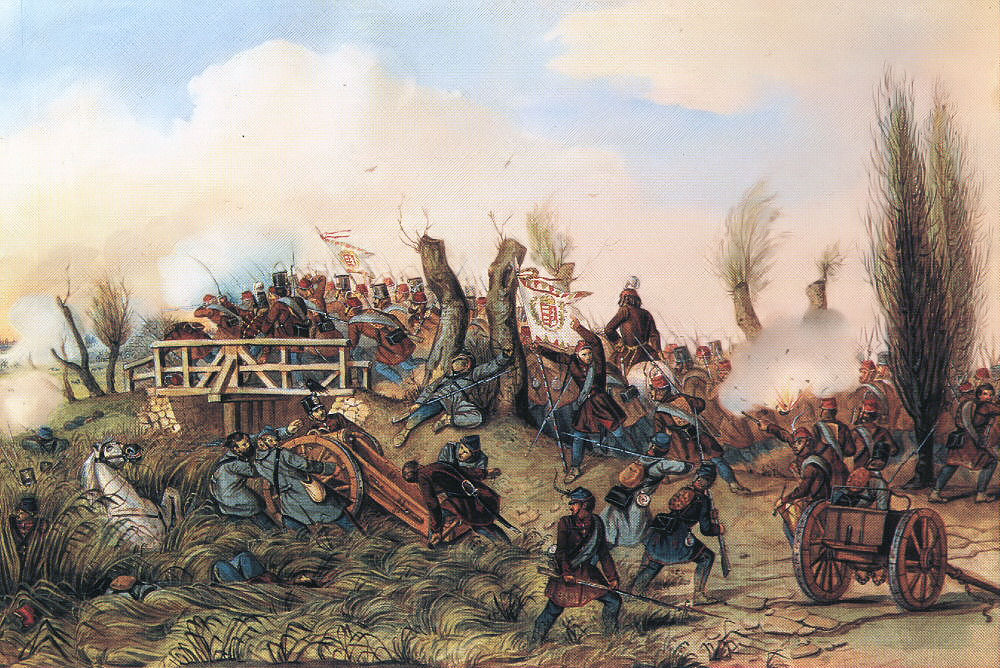
Captura del puente de Tapiobicske (4 de abril de 1849), por Than Mór.

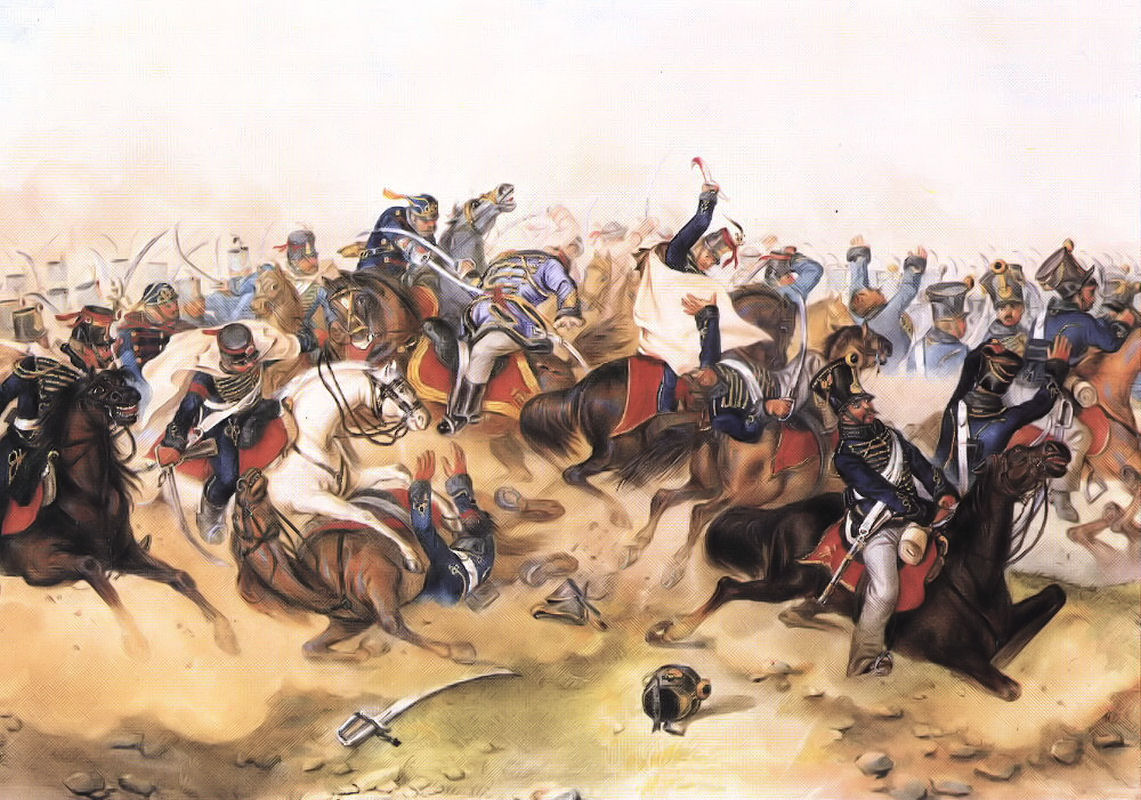
La "Batalla de Tápióbicske" (4 de abril de 1849), por Than Mór.

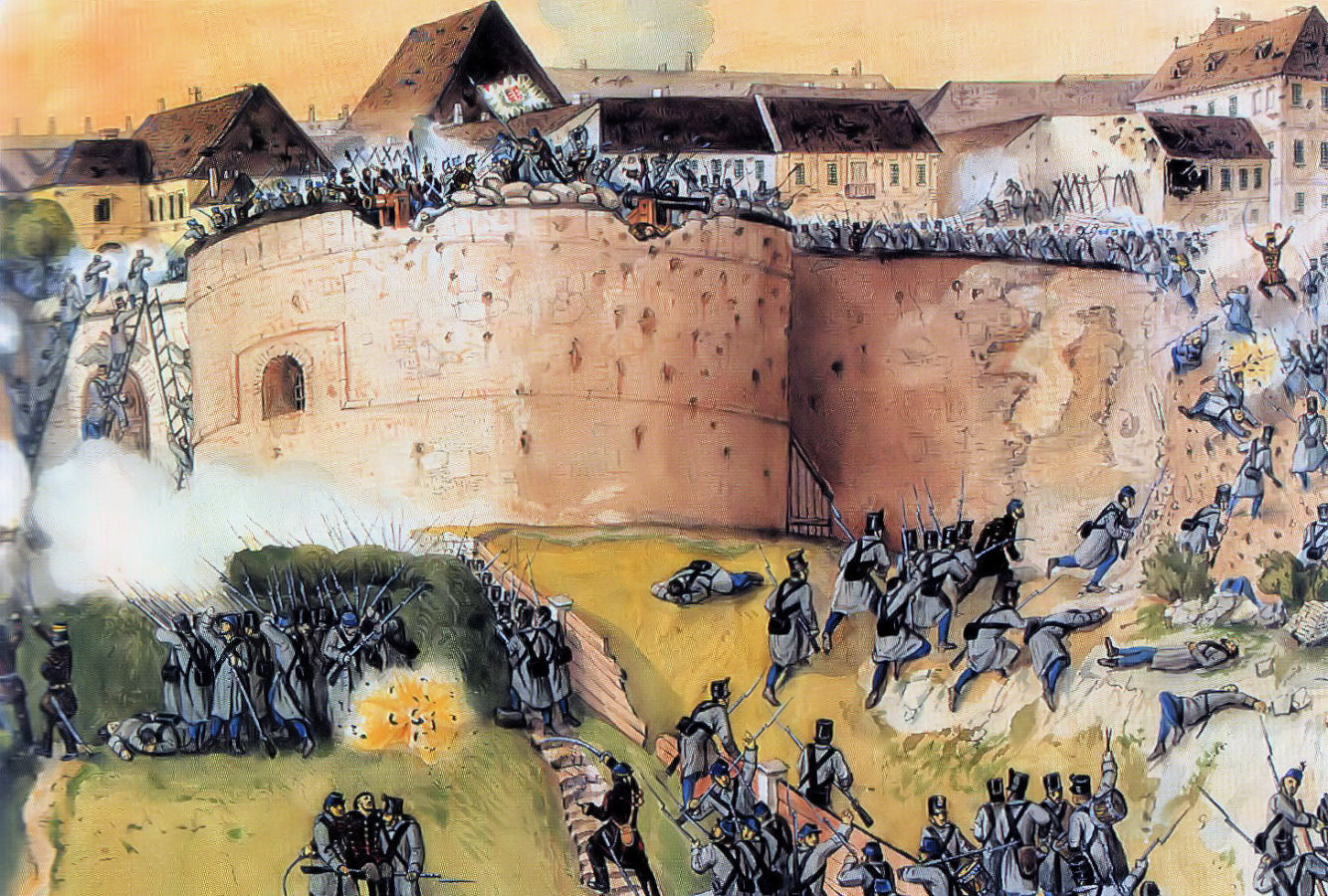
Las tropas húngaras retoman la ciudad de Buda el 21 de mayo de 1849

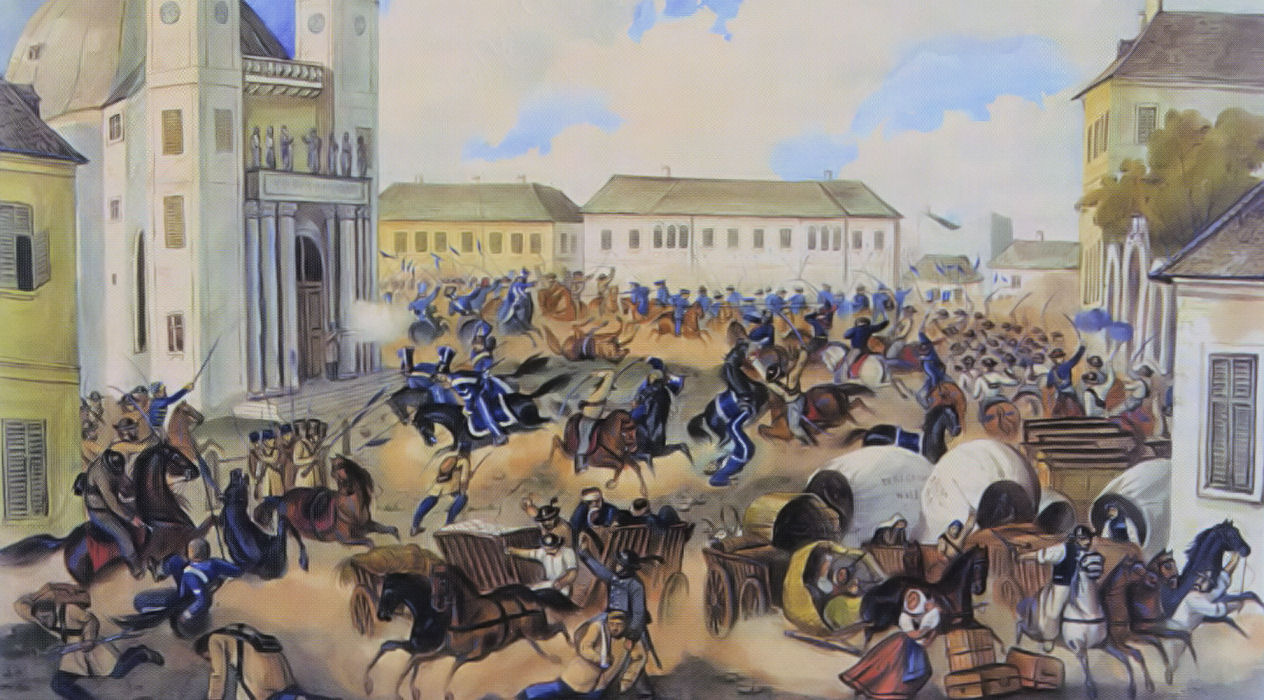
Batalla de Vác el 15 de julio de 1849

Durante la guerra civil subsecuente, los magiares junto con los revolucionarios extranjeros, tuvieron que luchar contra el ejército austriaco, pero también contra los serbios, croatas, eslovacos, rumanos y alemanes que habitaban territorios del Reino de Hungría, quienes poseían sus propias ideologías nacionales y estaban en contra de aceptar un dominio de los magiares. 
Inicialmente, las fuerzas húngaras (Honvédség) consiguieron varias victorias contra el ejército austríaco (en la batalla de Pákozd (septiembre de 1848) y en la batalla de Isaszeg (abril de 1849)), con lo cual Hungría declaró su total independencia de Austria en 1849. Debido al triunfo de la resistencia hacia la revolución, Francisco José I tuvo que pedir ayuda al zar de Rusia, Nicolás I, y el ejército ruso invadió Hungría dando lugar a antagonismos entre las partes húngaras y rusas.
La guerra llevó a la Crisis de Octubre en Viena, cuando grupos insurgentes atacaron la comandancia de una guarnición en su camino a Hungría para apoyar las fuerzas de Jelačić. Después de que Viena fuera recuperada por las fuerzas imperiales el 31 de octubre, el General Windisch-Graetz y 70.000 soldados fueron enviados a Hungría para acabar con la última amenaza para el Imperio austriaco. Para fines de diciembre, el gobierno húngaro evacuó Pest.
Julius Jacob von Haynau, el jefe del ejército austriaco que sucedió en el gobierno de Hungría por pocos meses, ordenó la ejecución de los caudillos húngaros del ejército en Arad y del primer ministro Batthyány en Pest. De esta forma, sucedió el evento conocido como la ejecución de los 13 Mártires de Arad el 6 de octubre de 1849.

### Represión de la revolución
Luego de los años de guerra de 1848-1849, el reino permaneció pasivo. El archiduque Alberto de Habsburgo asumió el poder como gobernador del Reino de Hungría, y esta vez Hungría fue germanizada.
Lajos Kossuth se exilió en Estados Unidos (donde un condado en Iowa recibió su nombre), en Estambul, Turquía y en Turín, Italia. Confrontó a las minorías en Hungría y popularizó la idea de una confederación multiétnica de repúblicas en el Danubio, por lo que se originó gran descontento en las minorías étnicas. Muchos de los seguidores de Kossuth hacia su exilio, incluyendo los hijos de una de sus hermanas, así como quienes apoyaban las revoluciones de 1848, permanecieron en EE. UU. y lucharon en la Unión en la guerra civil estadounidense.